# Saccolomataceae
Las sacolomatáceas (nombre científico Saccolomataceae) con su único género Saccoloma, son una familia de helechos del orden Polypodiales, que en la moderna clasificación de Christenhusz et al. 2011 es monofilética.

## Taxonomía
La clasificación más actualizada es la de Christenhusz et al. 2011 (basada en Smith et al. 2006, 2008); que también provee una secuencia lineal de las licofitas y monilofitas.
- Familia 27. Saccolomataceae Doweld in Doweld & Reveal, Phytologia 90: 417 (2008).

1–2 géneros (Orthiopteris, Saccoloma). Referencia: Nair (1992).
Nota: El estado de Orthiopteris como separado de Saccoloma todavía es incierto. Se necesitan más estudios filogenéticos de la familia.

### ClasificaciónsensuSmithet al.2006
Ubicación taxonómica:
Plantae (clado), Viridiplantae, Streptophyta, Streptophytina, Embryophyta, Tracheophyta, Euphyllophyta, Monilophyta, Clase Polypodiopsida, Orden Polypodiales, Familia Saccolomataceae, género Saccoloma.
Incluyendo Orthiopteris.
Cerca de 12 especies.

## Filogenia
Aparentemente monofilético, pero se necesitan más muestreos para determinar si las especies del Viejo Mundo son del mismo género que las especies del Nuevo Mundo. El parentesco de Saccoloma ha sido muy discutido. Kramer (en Kubitzki 1990) puso a Saccoloma en su propia subfamilia dentro de Dennstaedtiaceae.

## Ecología
Terrestres. Pantropicales.

## Caracteres
Con las características de Pteridophyta.
Rizomas rastreros cortos, o bien erectos y un poco parecidos a troncos (en la mayoría de las Lindsaceaeceae y Dennstaedtiaceae es largamente rastrero). Rizoma dictiostélico (usualmente solenostélico en Dennstaedtiaceae, o protostélico con floema del lado interno en Lindsaeaceae).
Cada pecíolo con un haz vascular que en el corte transversal tiene forma de omega (abierta y adaxial). 
Láminas pinadas a descompuestas, sin pelos articulados (que sí se encuentran en Dennstaedtiaceae). Venas libres.
Soros ubicados al final de las venas. Indusio con forma de bolsillo ("pouch-shaped") o cupuliforme. 
Esporas globosas, tetraédricas. La superficie de las esporas posee unas crestas distintivas, más o menos paralelas, ramificadas.
Número de cromosomas: x = cerca de 63.